# 非結核分枝桿菌
非結核分枝桿菌（non-tuberculous mycobacterium，NTM）定義是指：不是結核分枝桿菌或痲瘋分枝桿菌的其他一群分枝桿菌屬細菌；至今已知有約 200 種菌株分型，其廣泛存在環境中，可在飲水、土壤、灰塵、植物、動物及食品上發現。
臨床醫學檢驗上，依 Runyon 分類法，分為四大類：光照產色型、黑暗產色型、非產色型及快速生長型；前三類屬於緩慢生長型。
此群細菌都屬於低病原性細菌，且分離出非結核分枝桿菌並不代表罹病，要排除其他致病因才能認為是其造成的疾病。只有在慢性呼吸道疾患、免疫功能不全的族群（包括營養不良、使用免疫抑制劑、自體免疫疾病）、皮膚黏膜的保護屏障受損，才會引起人類伺機性感染症。
非結核分枝桿菌可造成肺部疾病、淋巴腺病變、皮膚軟組織骨骼感染疾病、瀰漫性全身感染疾病；但人傳人的感染風險極低。